# 岡山市立光南台中学校
岡山市立光南台中学校（おかやましりつ こうなんだいちゅうがっこう）は、岡山県岡山市南区飽浦にある公立中学校。

## 概要
元々は甲浦中学校であったが、1954年（昭和29年）4月1日に隣接する児島郡小串村が岡山市へ合併されて岡山市立小串小学校の卒業生も入学するようになったことから、どちらにも片寄らない中学校名が必要になった。そこで、児島半島東部が瀬戸内海国立公園に編入されたことを機に金甲山や貝殻山などの山々が「光南台」と命名された事を受け、この光南台のふもとにある中学校ということで光南台中学校と改称された。
岡山市甲浦認定こども園、岡山市立甲浦小学校と3ヶ所が隣接しており給食室は小学校と共同である。
一般的なチャイム音だと隣の小学校と迷う為、チャイム音は恋はみずいろのメロディーが流れる。
短縮時はエーデル・ワイスがチャイム音として流れる

## 沿革
- 1947年（昭和22年）4月 甲浦村立甲浦中学校が設置される。
- 1952年（昭和27年）4月1日 甲浦村が岡山市に編入され、岡山市立甲浦中学校に改称。
- 1959年（昭和34年）4月 岡山市立光南台中学校に改称。
- 2012年（平成24年）ユネスコスクールに認定[2][3]。

## 校訓
- 自主 品位 根性

## 部活動
- サッカー部
- 卓球部
- バレーボール部
- ソフトテニス部
- 美術部
- 吹奏楽部[4]

## 通学区域が隣接している学校
- 玉野市立東児中学校
- 玉野市立八浜中学校

以下の学校とは、児島湾を挟んで隣接。
- 岡山市立芳泉中学校
- 岡山市立福南中学校
- 岡山市立操南中学校
- 岡山市立上南中学校
- 岡山市立山南学園